# يوناس يوناسون
يوناس يوناسون (مواليد 6 يوليو 1961) (بالسويدية: Pär-Ola Jonas Jonasson) كاتب وصحفي سويدي، اشتهر بتأليفه لرواية «المئوي الذي هبط من النافذة واختفى» سنة 2009.

## مسيرته
ولد يوناسون سنة 1961 في بلدة فاكسيو الصغيرة جنوب السويد، لأب يعمل سائق سيارة إسعاف وأمّ تعمل ممرضة. بعد دراسة اللغة السويدية والإسبانية في جامعة غوتنبرغ، عمل جوناسون صحفيا في صحيفة (Smålandsposten)، وفي صحيفة التابلويد المسائية السويدية (Expressen)، حيث استمر حتى عام 1994. في عام 1996، أسس شركة الاستشارات والإنتاج التلفزيوني (OTW) تضمّ 100 موظف. توقف عن العمل في عام 2003، بعد أن أجريت له عمليتان في الظهر وعانى من الإرهاق، ثم باع فيما بعد شركته. في عام 2007، أكمل كتابه الأول «المئوي الذي هبط من النافذة واختفى». تم نشره في السويد في عام 2009. منذ عام 2010، يعيش يوناس يوناسون مع ابنه في جزيرة غوتلاند السويدية.

## روابط خارجية
- يوناس يوناسون على موقع IMDb (الإنجليزية)
- يوناس يوناسون على موقع مونزينجر (الألمانية)
- يوناس يوناسون على موقع ميوزك برينز (الإنجليزية)
- يوناس يوناسون على موقع قاعدة بيانات الفيلم (الإنجليزية)